# Špela Kolbl
Špela Kolbl (13 marzo 1998) è una calciatrice slovena, attaccante del Mura, del quale è anche capitano, e della nazionale slovena.

## Palmarès
- Campionato sloveno: 10

Teleing Pomurje: 2012-2013
Pomurje Beltinci: 2013-2014, 2014-2015, 2015-2016, 2018-2019, 2020-2021, 2021-2022
Mura: 2022-2023, 2023-2024, 2024-2025
- Coppa di Slovenia femminile: 7

Teleing Pomurje: 2012-2013
Pomurje Beltinci: 2013-2014, 2015-2016, 2016-2017, 2017-2018, 2018-2019
Mura: 2022-2023